# 乌兹别克斯坦
乌兹别克斯坦共和国，通稱烏茲別克，是一个位于中亚的內陸國家，也是全球的兩個雙重內陸國之一（另一個為列支敦斯登）。烏茲別克西南部與土庫曼斯坦接壤，南部與阿富汗接壤，東部與塔吉克斯坦和吉爾吉斯斯坦接壤，北部和西部與哈薩克斯坦毗鄰。1991年从原苏联独立。首都跟最大城市為塔什干。
古代稱河中地區，錫爾河和阿姆河貫穿大部分國土，首都所在的費爾干納盆地，為中亞人口最為稠密的地區。
乌兹别克斯坦是世界第六大棉花生产国，第二大棉花出口国，也是世界第七大黄金生产国。

## 历史
- 約公元前1000年，伊朗游牧民族由今屬哈薩克的北部草原地帶向南遷徙，沿着中亚的河流建立了灌溉系统，并在布哈拉和撒馬爾罕建立了城镇。
- 公元前328年，亞歷山大大帝將此地納入他的馬其頓帝國管轄之內。
- 公元7世紀中期以後，阿拉伯人開始征討河中地區，此地成爲阿拉伯帝国的領土，居民皈依伊斯蘭教。
- 870年到1212年，锡尔河下游三角洲地区的乌古斯人家族的阿弗剌昔牙卜家族的后裔创建的喀喇汗朝（黑汗）王朝統治。統治後期（12世纪－13世纪）由西遼監督統治。
- 1212年－1220年，花剌子模沙朝（1194年－1220年12月）在1210年代開始管理河中。
- 1220年－1388年，被蒙古帝国占领，分別劃歸金帐汗國與察合台汗國。後被帖木兒佔領。
- 16世紀初期的1506年，烏茲別克人領袖昔班尼南下河中農業區。推翻帖木兒王朝。
- 17世紀，分裂為布哈拉汗國与希瓦汗國。
- 18世紀，浩罕汗国獨立。
- 1873年，布哈拉汗国的曼吉特王朝被俄罗斯帝国征服，成为附属国。
- 1918年，被划归突厥斯坦苏维埃社会主义共和国。1920年苏联红军侵入希瓦汗国，推翻阿布德·阿拉汗（1918－1920年在位）的统治，希瓦汗国灭亡。
- 苏联随后在其领土上建立花剌子模苏维埃人民共和国（见花剌子模），1924年，花剌子模苏维埃人民共和国解散，其领土并入乌兹别克和土库曼两个苏联加盟共和国。同年10月，原布哈拉汗国的一部分和希瓦汗国的一部分合并，成立乌兹别克苏维埃社会主义共和国，并加入苏联。
- 1991年8月31日宣告独立，改称乌兹别克斯坦共和国，同年12月21日加入独立国家联合体。

## 政治
烏兹别克宪法雖规定该国实行自由民主之體制，但實則伊斯蘭·卡里莫夫自1991年上臺後長期專政，他的任期多次獲得延長，分別在1995年、2002年、2007年、2015年成功連任，至2016年9月去世為止。又如2002年的選舉，雖同時選出上、下議院的議員，卻是在沒有反對黨之下進行，國際觀察員據此認為此次選舉未達民主水準，進而將乌兹别克斯坦歸於獨裁政體之一。
在執政黨以外其他政黨一般情況下可以成立，但也必須獲得政府的批准才能組黨。另外，傳媒的新聞自由亦受到政府操控，因為政府維穩政策，新聞內容甚少報導國內政治有關訊息，特別是反体制和民主內容，以免遭受牢獄之災。烏茲別克政府在國內基本上對所有反對派實施黨禁。而國內最大反對派是乌兹别克伊斯蘭運動。
2016年12月4日，烏兹别克進行自卡里莫夫逝世後的首次總統大選，總理米爾則亞耶夫當選新任總統。

## 外交

#### 与中華人民共和国的关系

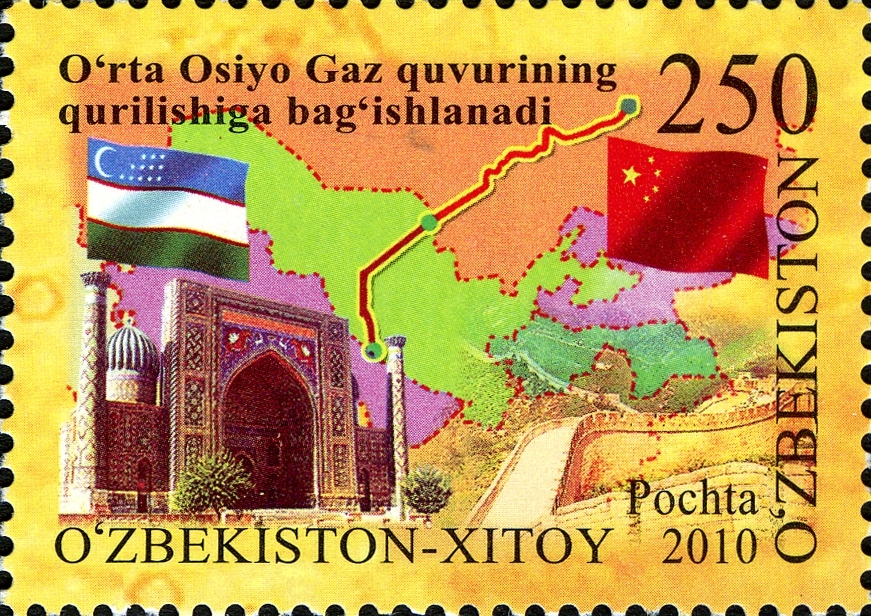
中亚天然气管道纪念邮票

早在两千多年前，通过丝绸之路中国与乌兹别克斯坦就有往来。1992年1月，两国建交，此后中乌关系始终保持健康稳定发展，高层交往日益密切。2011年，卡里莫夫訪問中國大陸時與中華人民共和國簽定一系列貸款和投資協議，中華人民共和國由此進入烏國的石油產業。过乌境的“中国－中亚”天然气管道运营顺利，近年交易量也逐年增長。2012年開通了納沃伊（烏）－天津（中）的貨運航線，未來計劃將此運輸線延長到上海和廣州。而塔什干（烏）至烏魯木齊（中）的客運航線也恢復營運。而目前，規劃多年的中國—吉爾吉斯斯坦—烏玆別克斯坦鐵路交通興建計劃，因吉國方面在2012年的反對而暫告停頓。2012年，中乌双边贸易额达28.75亿美元，创历史新高。
两国簽訂的中乌工业园等合作项目稳步推进，两国贸易结构也由以前单纯的原料资源贸易（天然氣、鈾精礦、稀土、棉纤維、化肥等等）向非资源和投资领域拓展。由中國國家開發銀行以及中國進出口銀行对乌的投资总额已超过40亿美元，中華人民共和国已成乌兹别克斯坦第二大贸易伙伴国、第一大投资国、第一大棉花买家、第一大电信设备和土壤改良设备供应国。两国的人文交流也日益密切，2005年建立塔什干孔子学院。第二家“孔子学院”亦將開设。烏國研究學者曾對中方人士指出，烏境曾挖掘出許多帶有明顯中國特色的絲路文物。中烏雙方的高等教育留學生人數也正逐年增加中。在新疆維吾爾自治區中約有3萬人左右的烏孜別克族生活。

#### 与韩国的关系

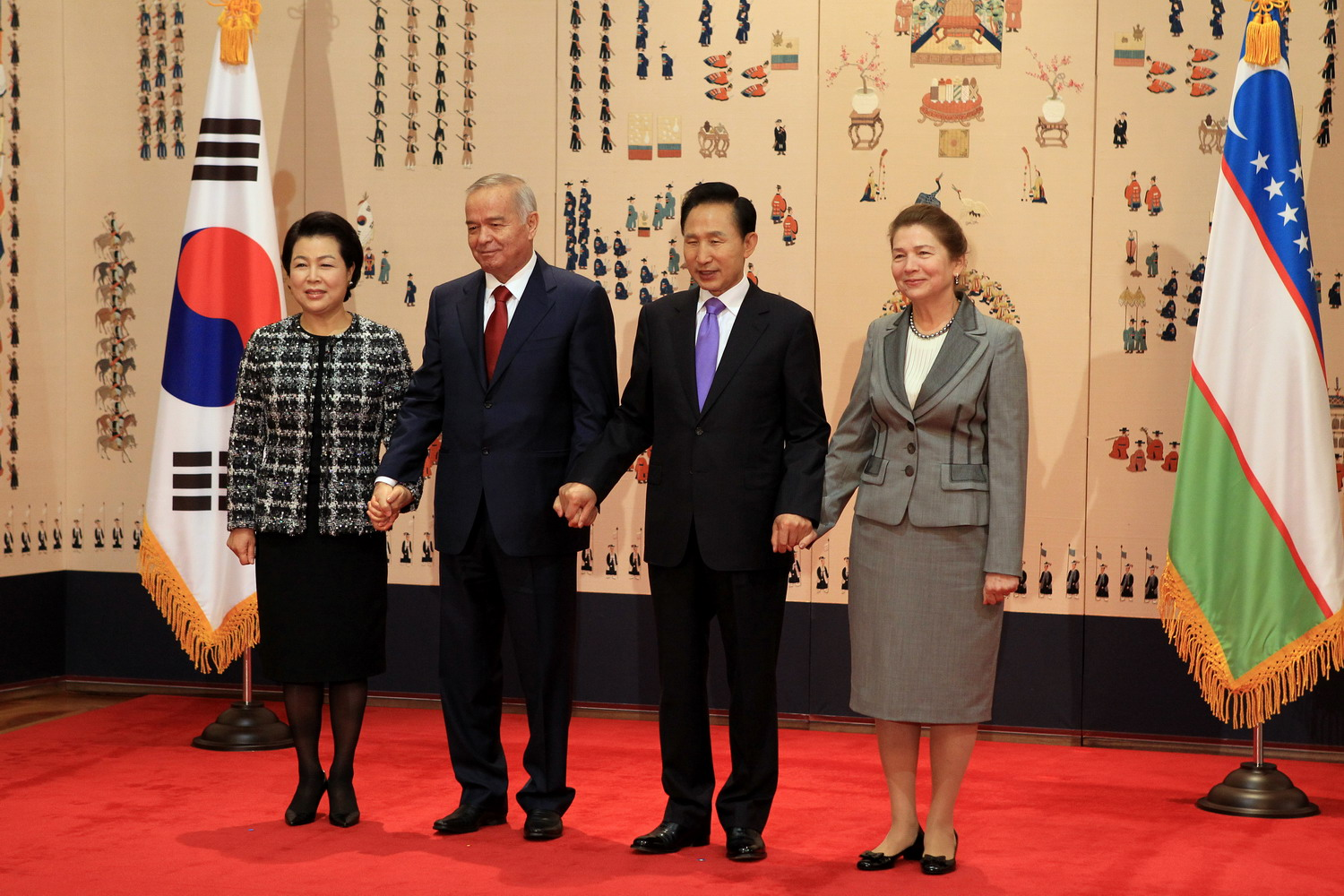
2010年2月，卡里莫夫访问韩国期间受到李明博接待

大韩民国于1992年与乌兹别克斯坦建立正式外交关系，并于建交不久后在对方的首都开设了大使馆 。乌兹别克是韩国在中亚最大的贸易伙伴，截止至2019年，韩国是乌兹别克第三大進口夥伴，占乌兹别克总进口额的11.4%。在美国与欧盟因2005年安集延事件而减少对乌兹别克斯坦的投资后，韩国成为了乌兹别克主要投资来源国之一。
蘇聯解體後，乌兹与韩国的交流渐多。至2019年，乌兹别克有近20万公民为高丽人。而在韩国境内亦有不少乌兹别克裔的邮购新娘，由於語言文化溝通不暢，她们经常受到歧视。

#### 与塔吉克的关系
塔吉克族是烏茲別克撒馬爾罕與布哈拉地区主要的少数民族，但蘇聯把它們划分給烏茲別克斯坦，因此塔吉克人一直高喊要取回撒马尔罕。同时，塔吉克亦因为烏茲別克斯坦有邊界領土爭端而對烏茲別克斯坦以及俄羅斯有一些不滿。亦有分析人士指出，乌兹别克与塔吉克“正在進行一場未宣布的冷戰”，这嚴重影响了两国关系。此外，塔吉克斯坦在阿姆河支流的瓦赫什河興建羅貢垻進行發電，並表示这將有利于塔吉克发展铝业、减少对烏茲別克的電力依赖。但烏茲別克斯坦政府認為這將使阿姆河乾涸，影响棉花產業的正常发展，2012年，烏茲別克斯坦總統伊斯蘭·卡里莫夫更是在不點名的情況下表示，羅貢垻項目可能會導致中亞地區的戰爭。
在沙夫卡特·米罗莫诺维奇·米尔济约耶夫出任烏茲別克總統後，塔吉克与烏茲別克斯坦的關係得到了改善。 自2016年9月以來，米尔济约耶夫和埃莫马利·拉赫蒙多次會面，米尔济约耶夫也於2018年3月，對杜尚別進行了歷史性訪問，在貿易，經濟，投資，金融，運輸，農業和水利等領域与塔吉克簽署了27項雙邊協議。两国元首亦同意在安全和打擊犯罪領域及能源、稅收、海關、旅遊、教育和科學、衛生、文化、區域間加强合作。

## 行政区划
烏兹别克共分成1个直轄市、12個州和1個自治共和國。其中12個州的名稱分別是：
註：代號1是塔什干市
| 州份名稱               | 首府     | 面積（平方公里） | 人口      | 代號 |
| ---------------------- | -------- | ---------------- | --------- | ---- |
| 塔什干直轄市           | 不適用   | 334.8            | 2,352,900 | 1    |
| 安集延州               | 安集延   | 4,200            | 1,899,000 | 2    |
| 布哈拉州               | 布哈拉   | 39,400           | 1,384,700 | 3    |
| 費爾干納州             | 費爾干納 | 6,800            | 2,597,000 | 4    |
| 吉扎克州               | 吉扎克   | 20,500           | 910,500   | 5    |
| 納曼干州               | 納曼干   | 7,900            | 1,862,000 | 6    |
| 納沃伊州               | 納沃伊   | 110,800          | 767,500   | 7    |
| 卡什卡達里亞州         | 卡爾希   | 28,400           | 2,029,000 | 8    |
| 撒馬爾罕州             | 撒馬爾罕 | 16,400           | 2,322,000 | 9    |
| 錫爾河州               | 古利斯坦 | 5,100            | 648,100   | 10   |
| 蘇爾漢河州             | 鐵爾梅茲 | 20,800           | 1,676,000 | 11   |
| 塔什干州               | 塔什干   | 15,300           | 4,450,000 | 12   |
| 花拉子模州             | 烏爾根奇 | 6,300            | 1,200,000 | 13   |
| 卡拉卡爾帕克斯坦共和國 | 努庫斯   | 160,000          | 1,200,000 | 14   |

## 地理

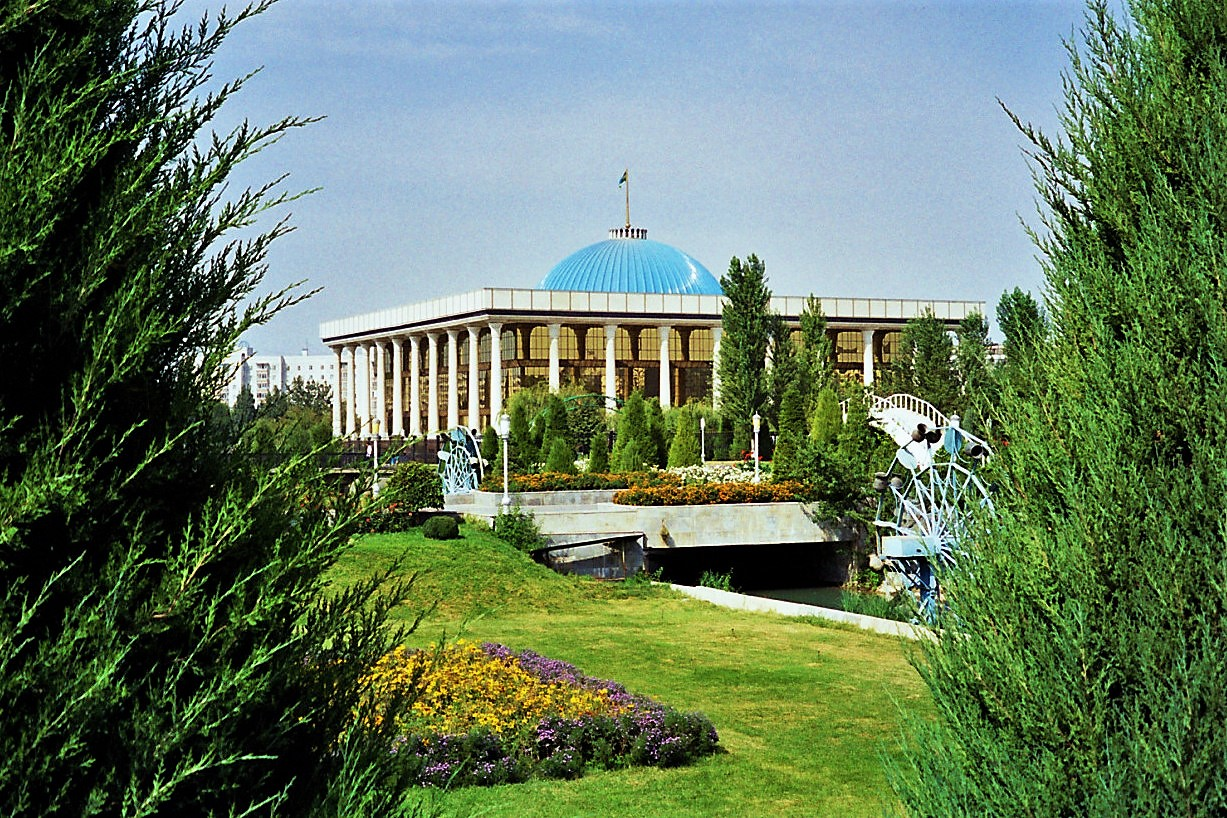
乌兹别克斯坦議會

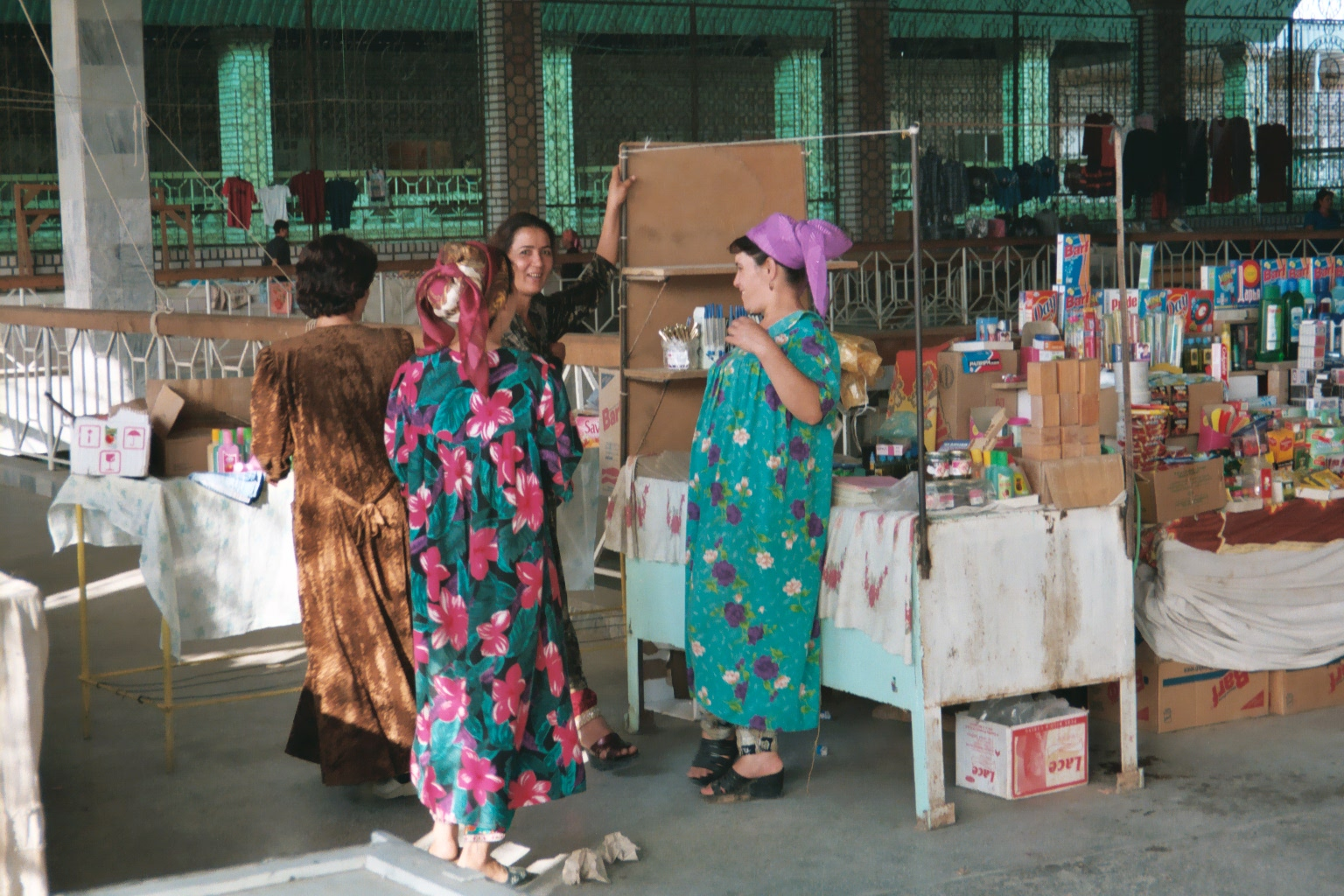
农贸市场

由於其鄰國皆為內陸國家，因此烏茲別克成了目前世界上僅有的兩個雙重內陸國之一。总面积约为44.74万平方公里。全境地势东高西低。平原低地占全部面积的80％，大部分位于西北部的克孜勒库姆沙漠。东部和南部属天山山系和吉萨尔－阿赖山系的西缘，内有著名的费尔干纳盆地和泽拉夫尚盆地。境内有自然资源极其丰富的肥沃谷地。主要河流有阿姆河、锡尔河和泽拉夫尚河。属严重干旱的大陆性气候。７月平均气温为25～32℃，南部白天气温经常高达40℃；１月平均气温为－6～－33℃，北部绝对最低气温为－38℃。年均降水量平原低地为80～200毫米，山区为1000毫米，大部分集中在冬春两季。北部一部分濒临咸海。國土大部分位於克孜勒庫姆沙漠中。境內最高的山是海拔4,643米的哈兹拉特苏丹峰，它是吉萨尔山脉的主峰。

## 经济
和许多其他独联体经济体一样，乌兹别克斯坦的经济在经济转型的头几年里有所下滑而到1995年后开始复苏，这得益于政策改革的累积效应开始起作用。经济显示出强劲的增长，在1998年到2003年间每年增长4%，之后增速更是到了每年7%-8%。据国际货币基金组织估计，2008年该国的GDP几乎是1995年的2倍（以固定价格计算）。2003年以来年通胀率平均在10%以下。
乌兹别克斯坦的人均国民总收入很低（2006年以当时美元币值算为610美元，按购买力平价算为2250美元）。这排在209个国家中的第169位；在12个独联体国家中，只有吉尔吉斯斯坦和塔吉克斯坦的人均国民总收入比其低（2006年）。经济生产集中于日用品。该国现在是世界第6大棉花生产国和第2大棉花出口国、世界第7大黄金生产国。同时该国也是区域内重要的天然气、煤、铜、石油、银和铀生产国。
农业人口占该国28%的劳动力，贡献了GDP的24%（2006年的数据）。官方统计的失业率很低，而不充分就业（特别是在农村地区）据估计至少有20%。棉業對烏茲別克的經濟相當重要，在棉花收获的季节，所有的学生和老师都被动员去田里帮忙收棉花，并且是义务性质的（相關內容可見烏茲別克童工問題）。由于该国使用童工，导致一些公司，包括Tesco、C&A、Marks&Spencer、Gap和H&M共同抵制乌兹别克斯坦生产的棉花。
面对获得独立后种种的经济挑战，政府采取了一种渐进式的改革政策，强调国家控制，减少进口和能源自给。自1994年以来，该国国家控制的媒体反复宣称这是“乌兹别克斯坦经济模式”的成功，并且暗示这是计划经济向市场经济道路平稳转型的独特范例，这种方式能成功避免经济震荡、停滞和贫困。

## 人口統計
| 1950   | 6.2  |
| 2000   | 24.8 |
| 2021年 | 34.1 |

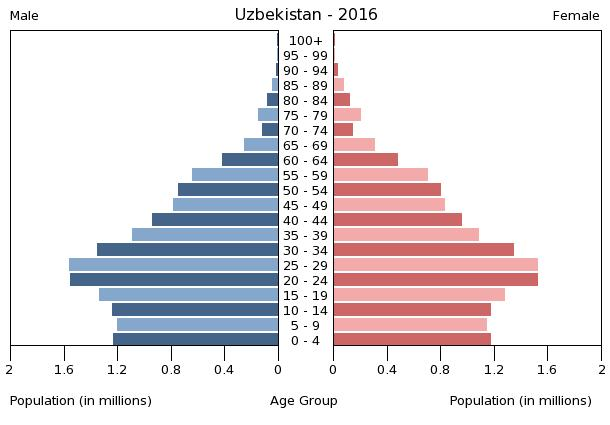
烏茲別克斯坦人口金字塔（2016年）

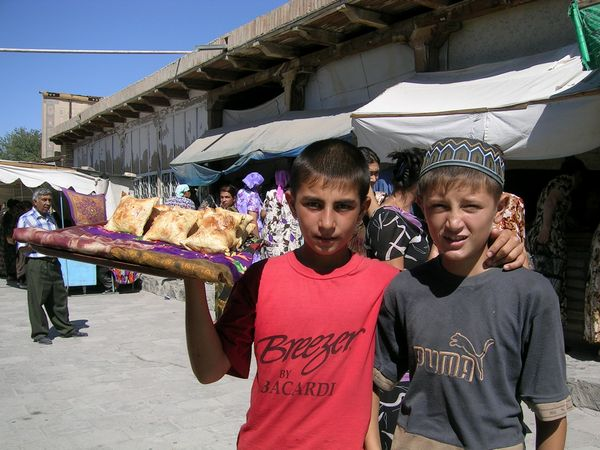
烏茲別克斯坦兒童

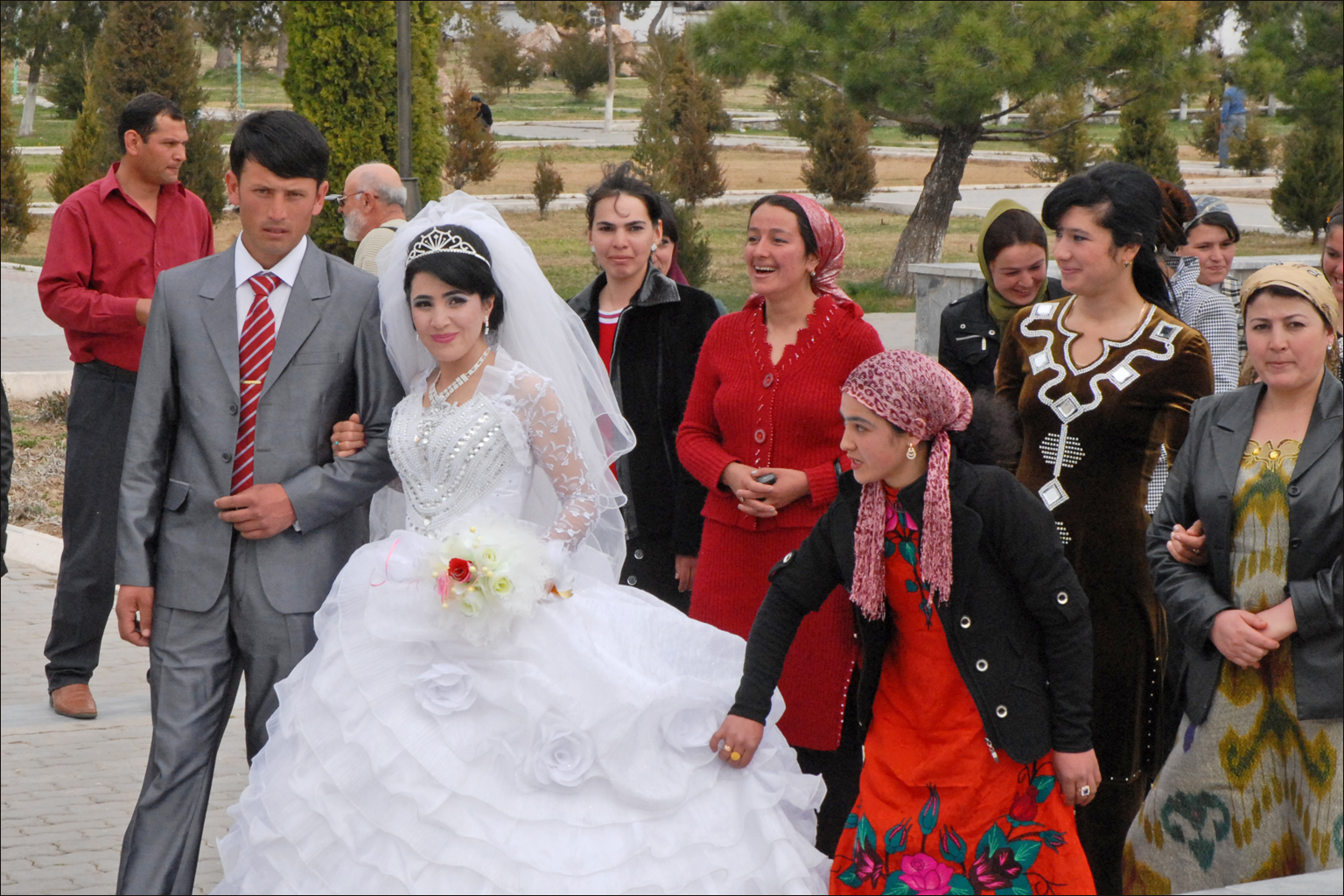
烏茲別克斯坦的新婚夫婦

烏茲別克斯坦是中亞人口最多的國家，其全體公民人口3200萬人口大約佔了中亞地區一半的人口。烏茲別克斯坦的人口年齡組成非常年輕：34.1％的人口年齡小於14歲（2008年估計）。烏茲別克斯坦主體民族為烏孜別克族（80%），其他民族有塔吉克族（5%）、俄羅斯族（2%）、卡拉卡爾帕克族（2.2%）、柯爾克孜族（1%）、哈薩克族（3.9%）和高麗人（韓裔）（0.7%）。烏茲別克斯坦至少有10％的勞動力在國外工作（主要在俄羅斯和哈薩克斯坦）和其他國家。
烏茲別克斯坦的15歲以上成年人（2003年估計）的識字率為99.3％，歸因於蘇聯時代的教育普及。
烏茲別克斯坦的預期壽命為男性66歲，女性72歲。

### 城市
| 乌兹别克斯坦最大城市排名 http://www.citypopulation.de/Uzbekistan.html | 乌兹别克斯坦最大城市排名 http://www.citypopulation.de/Uzbekistan.html | 乌兹别克斯坦最大城市排名 http://www.citypopulation.de/Uzbekistan.html | 乌兹别克斯坦最大城市排名 http://www.citypopulation.de/Uzbekistan.html | 乌兹别克斯坦最大城市排名 http://www.citypopulation.de/Uzbekistan.html | 乌兹别克斯坦最大城市排名 http://www.citypopulation.de/Uzbekistan.html | 乌兹别克斯坦最大城市排名 http://www.citypopulation.de/Uzbekistan.html | 乌兹别克斯坦最大城市排名 http://www.citypopulation.de/Uzbekistan.html | 乌兹别克斯坦最大城市排名 http://www.citypopulation.de/Uzbekistan.html | 乌兹别克斯坦最大城市排名 http://www.citypopulation.de/Uzbekistan.html |
|                                                                       | 排名                                                                  | 名称                                                                  | 州                                                                    | 人口                                                                  | 排名                                                                  | 名称                                                                  | 州                                                                    | 人口                                                                  |                                                                       |
| --------------------------------------------------------------------- | --------------------------------------------------------------------- | --------------------------------------------------------------------- | --------------------------------------------------------------------- | --------------------------------------------------------------------- | --------------------------------------------------------------------- | --------------------------------------------------------------------- | --------------------------------------------------------------------- | --------------------------------------------------------------------- | --------------------------------------------------------------------- |
| 纳曼干                                                                | 1                                                                     | 塔什干                                                                | 塔什干                                                                | 2135700                                                               | 11                                                                    | 奇尔奇克                                                              | 塔什干州                                                              | 140700                                                                | 撒马尔罕 安集延                                                       |
| 纳曼干                                                                | 2                                                                     | 纳曼干                                                                | 纳曼干州                                                              | 408500                                                                | 12                                                                    | 吉扎克                                                                | 吉扎克州                                                              | 136500                                                                | 撒马尔罕 安集延                                                       |
| 纳曼干                                                                | 3                                                                     | 撒马尔罕                                                              | 撒马尔罕州                                                            | 361200                                                                | 13                                                                    | 乌尔根奇                                                              | 花拉子模州                                                            | 136300                                                                | 撒马尔罕 安集延                                                       |
| 纳曼干                                                                | 4                                                                     | 安集延                                                                | 安集延州                                                              | 352600                                                                | 14                                                                    | 安格连                                                                | 塔什干州                                                              | 129300                                                                | 撒马尔罕 安集延                                                       |
| 纳曼干                                                                | 5                                                                     | 努库斯                                                                | 卡拉卡尔帕克斯坦自治共和国                                            | 258100                                                                | 15                                                                    | 纳沃伊                                                                | 纳沃伊州                                                              | 122300                                                                | 撒马尔罕 安集延                                                       |
| 纳曼干                                                                | 6                                                                     | 布哈拉                                                                | 布哈拉州                                                              | 237800                                                                | 16                                                                    | 铁尔梅兹                                                              | 苏尔汉河州                                                            | 120800                                                                | 撒马尔罕 安集延                                                       |
| 纳曼干                                                                | 7                                                                     | 卡尔希                                                                | 卡什卡达里亚州                                                        | 212200                                                                | 17                                                                    | 阿尔马雷克                                                            | 塔什干州                                                              | 116700                                                                | 撒马尔罕 安集延                                                       |
| 纳曼干                                                                | 8                                                                     | 浩罕 (乌兹别克)                                                       | 费尔干纳州                                                            | 203500                                                                | 18                                                                    | 德诺                                                                  | 苏尔汉河州                                                            | 104400                                                                | 撒马尔罕 安集延                                                       |
| 纳曼干                                                                | 9                                                                     | 费尔干纳                                                              | 费尔干纳州                                                            | 184500                                                                | 19                                                                    | 卡塔库尔干                                                            | 撒马尔罕州                                                            | 76562                                                                 | 撒马尔罕 安集延                                                       |
| 纳曼干                                                                | 10                                                                    | 马尔吉兰                                                              | 费尔干纳州                                                            | 165100                                                                | 20                                                                    | 古利斯坦                                                              | 锡尔河州                                                              | 67846                                                                 | 撒马尔罕 安集延                                                       |

### 宗教

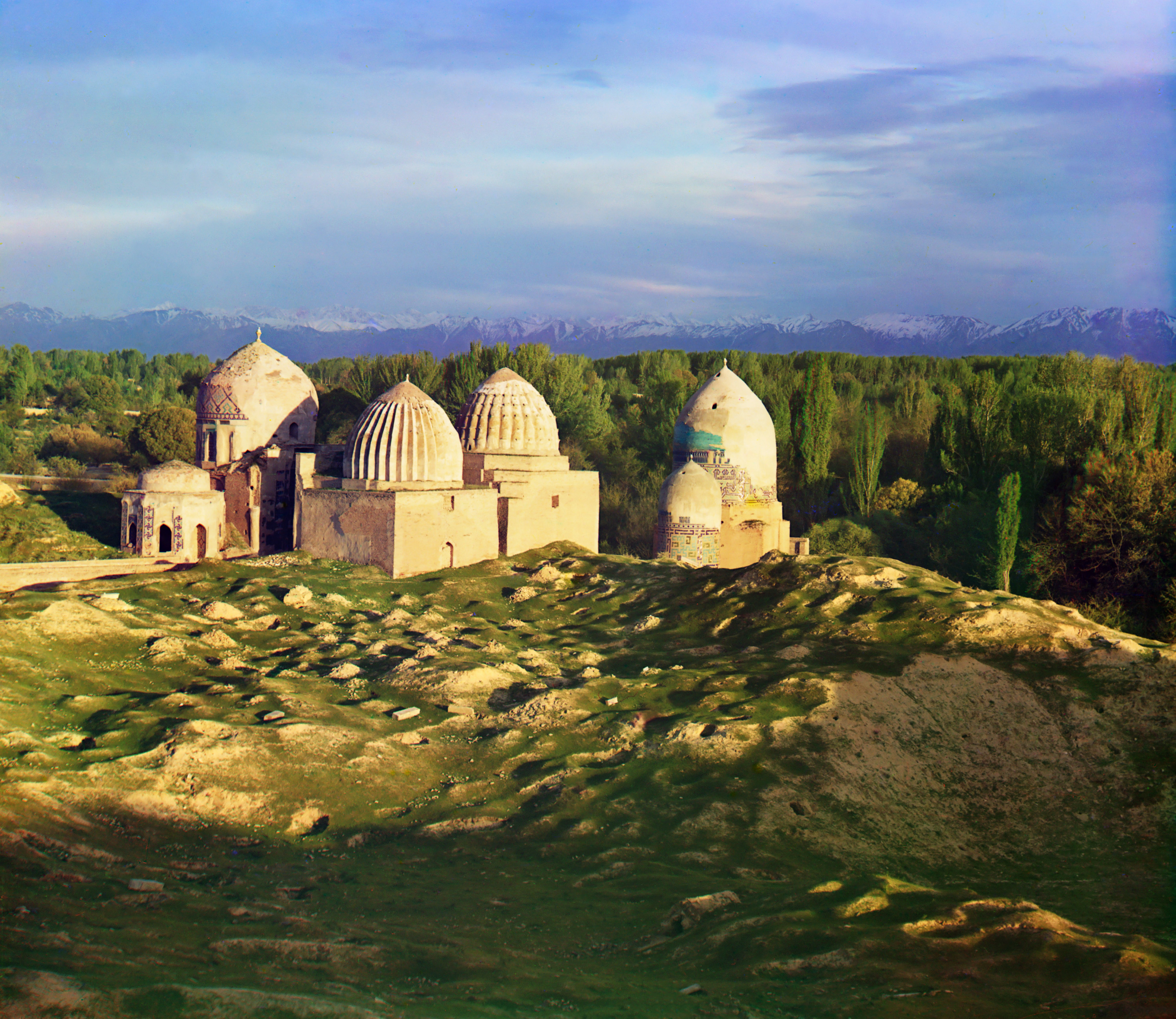
撒馬爾罕的沙赫靜達陵墓群（Shah-i-Zinda）

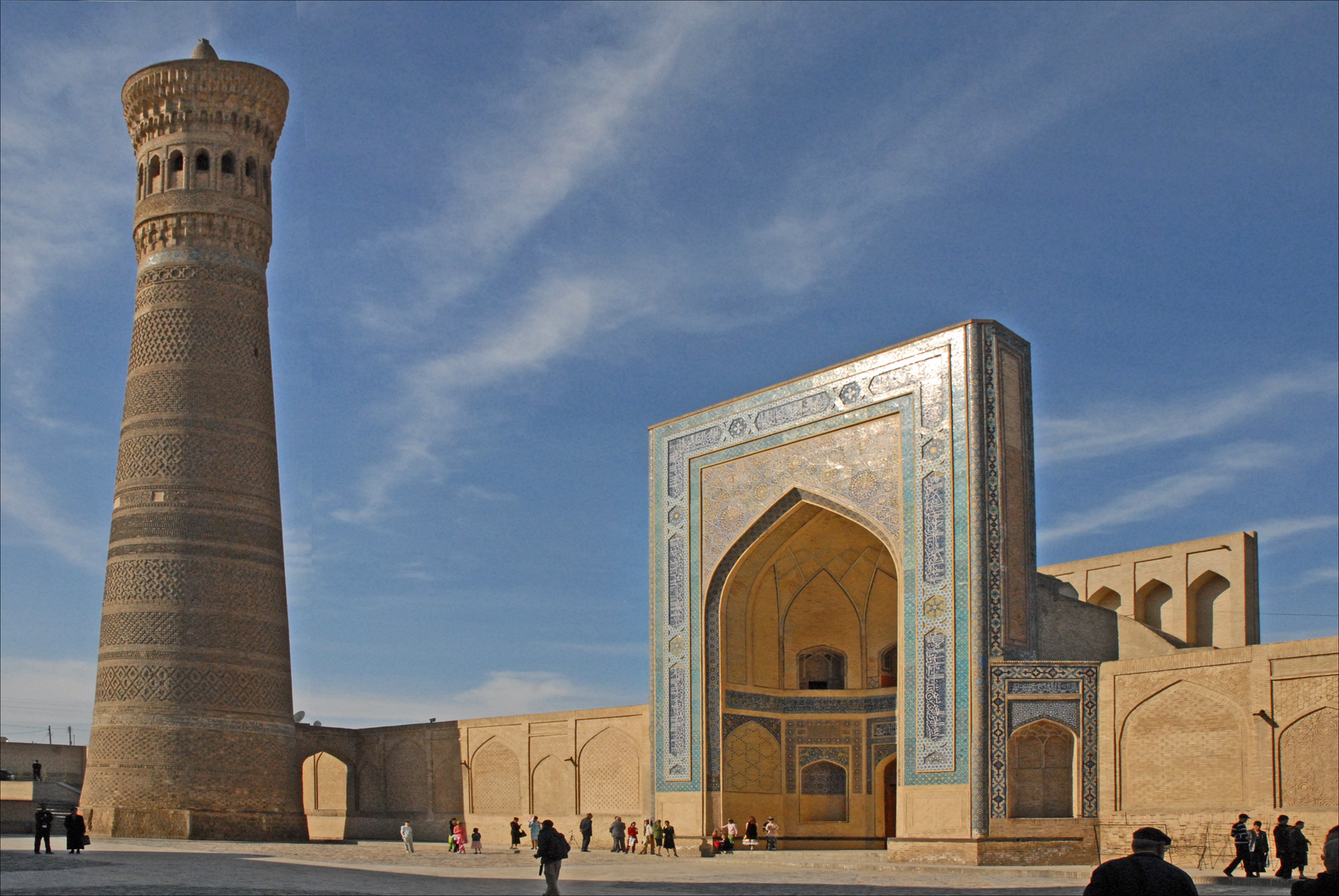
布哈拉的清真寺

伊斯蘭教是烏茲別克斯坦的主要宗教，在蘇聯時代（1924-1991）限制了所有宗教活動。皮尤研究中心在2009年的一份報告指出，烏茲別克斯坦穆斯林占93.3％。2014年，俄羅斯正教會的基督徒佔7％人口。1990年代初估計有93,000名猶太人居住在烏茲別克斯坦國。
大多數（90％）烏茲別克斯坦穆斯林屬於遜尼派；什葉派穆斯林則佔1％。

### 語言

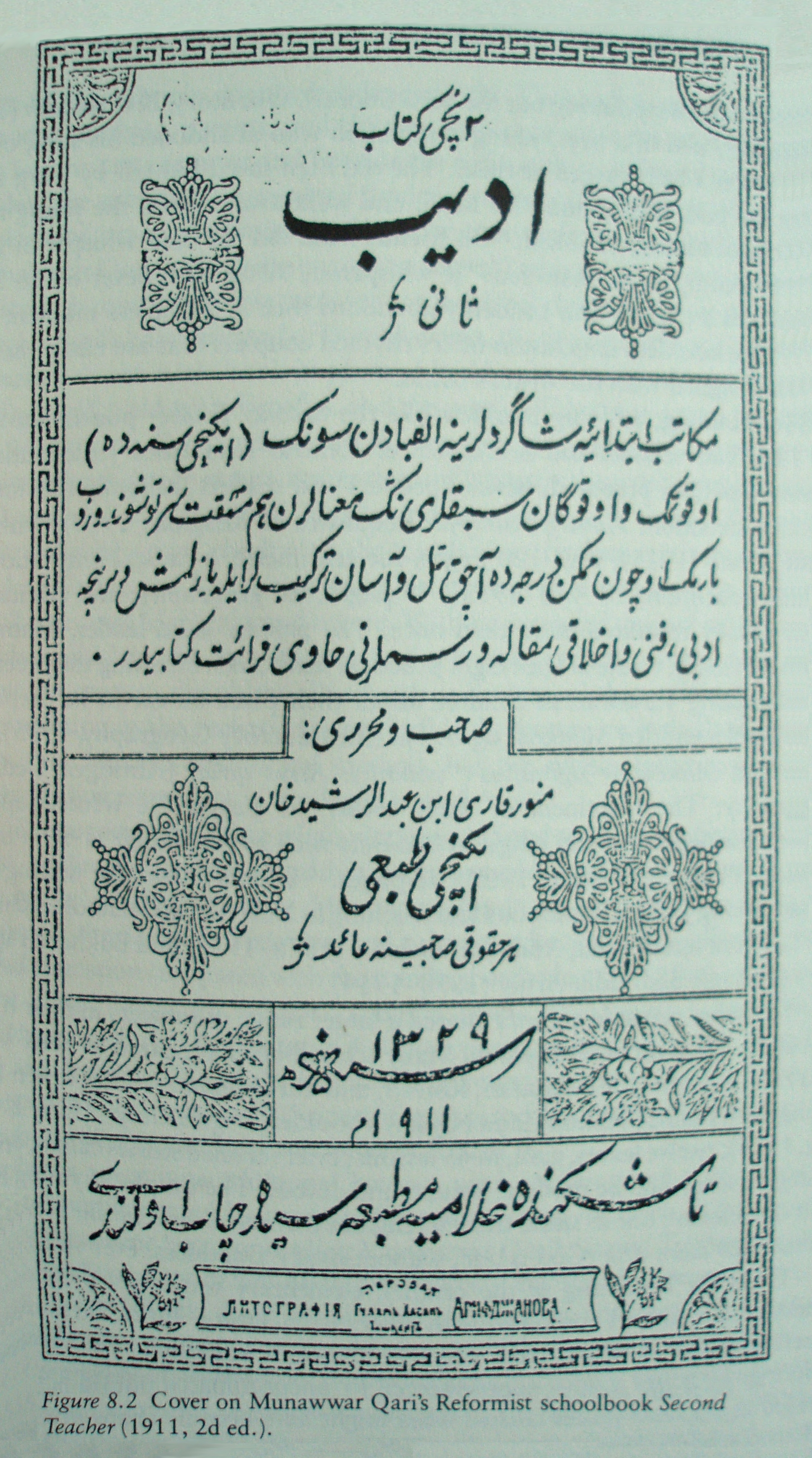
波斯體烏茲別克語

烏茲別克斯坦官方語言烏茲別克語屬於突厥語族中的葛邏祿語支，和維吾爾語有親緣關係。自1992年以來烏茲別克語文字使用拉丁字母書寫。
在1920年代之前，烏茲別克語的書面語言被稱為Turki（西方學者稱為察合台語），使用波斯體書寫。1926年，拉丁字母表被引入烏茲別克斯坦並在1930年代進行了多次修訂。在1940年，西里爾字母由蘇聯當局引進，一直使用到蘇聯解體。1993年，烏茲別克斯坦改回使用拉丁文字（烏茲別克語字母）。該字母於1996年修改，自西元2000年以來一直在學校教授。教育機構只教授烏茲別克語拉丁字母，雖然烏茲別克語西里爾字母現在已被取消在官方文件的使用，但它仍然被許多的報紙和網站使用。
卡拉卡爾帕克語屬於突厥語族，接近哈薩克語，在卡拉卡爾帕克斯坦自治共和國為官方語言。
俄語雖然不是烏茲別克斯坦的官方語言，但在許多領域得到廣泛應用。烏茲別克斯坦政府提供訊息除了烏茲別克語之外，還會出現俄語。在不同民族間，俄語是重要的交流語言，烏茲別克斯坦以俄語為母語的人口大約有一百萬人。
塔吉克語主要使用地區在塔吉克族較多的兩個地區：布哈拉和撒馬爾罕。
烏茲別克斯坦有超過80萬人也會使用哈薩克語。

## 文化

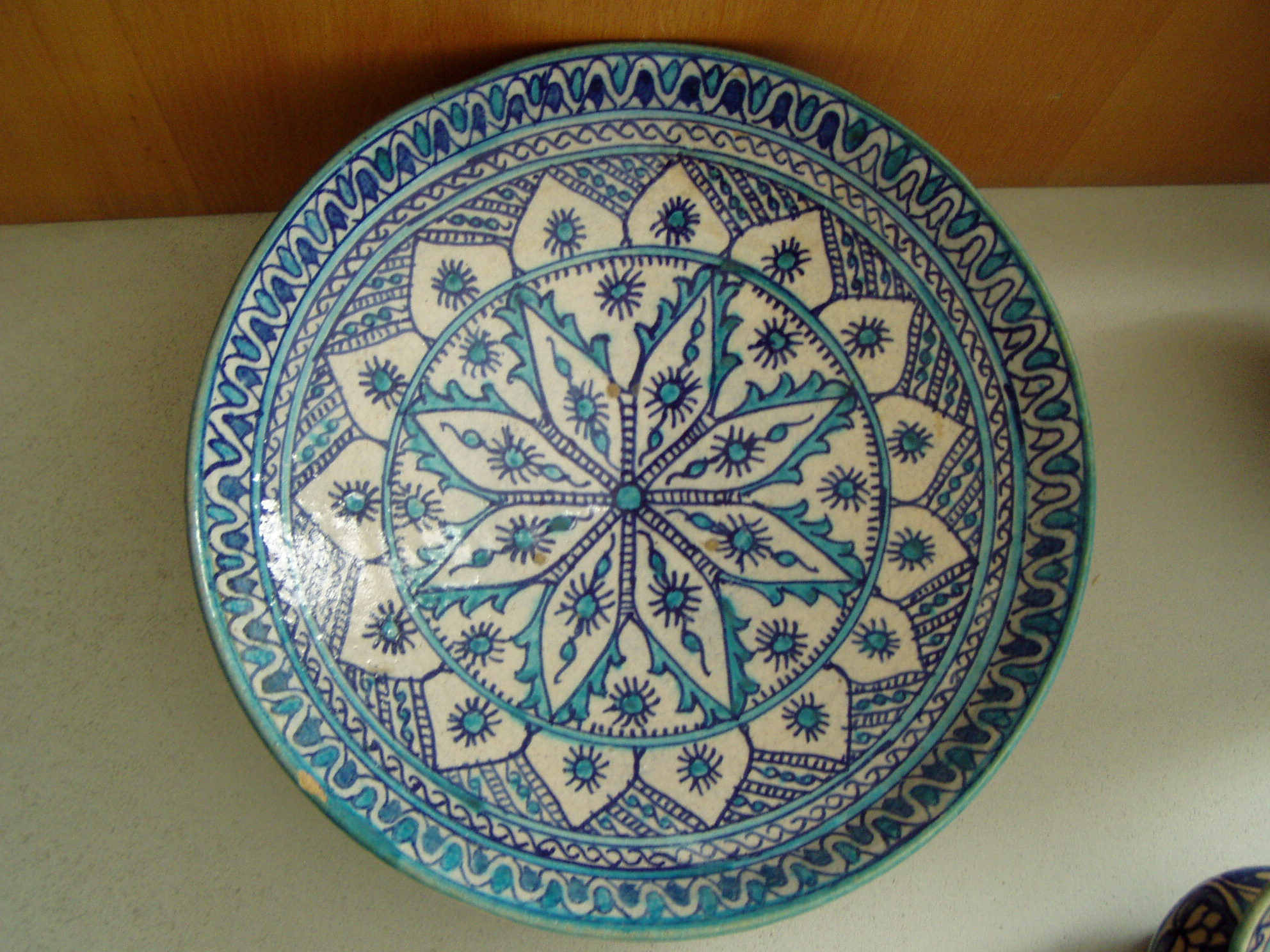
傳統烏茲別克陶器

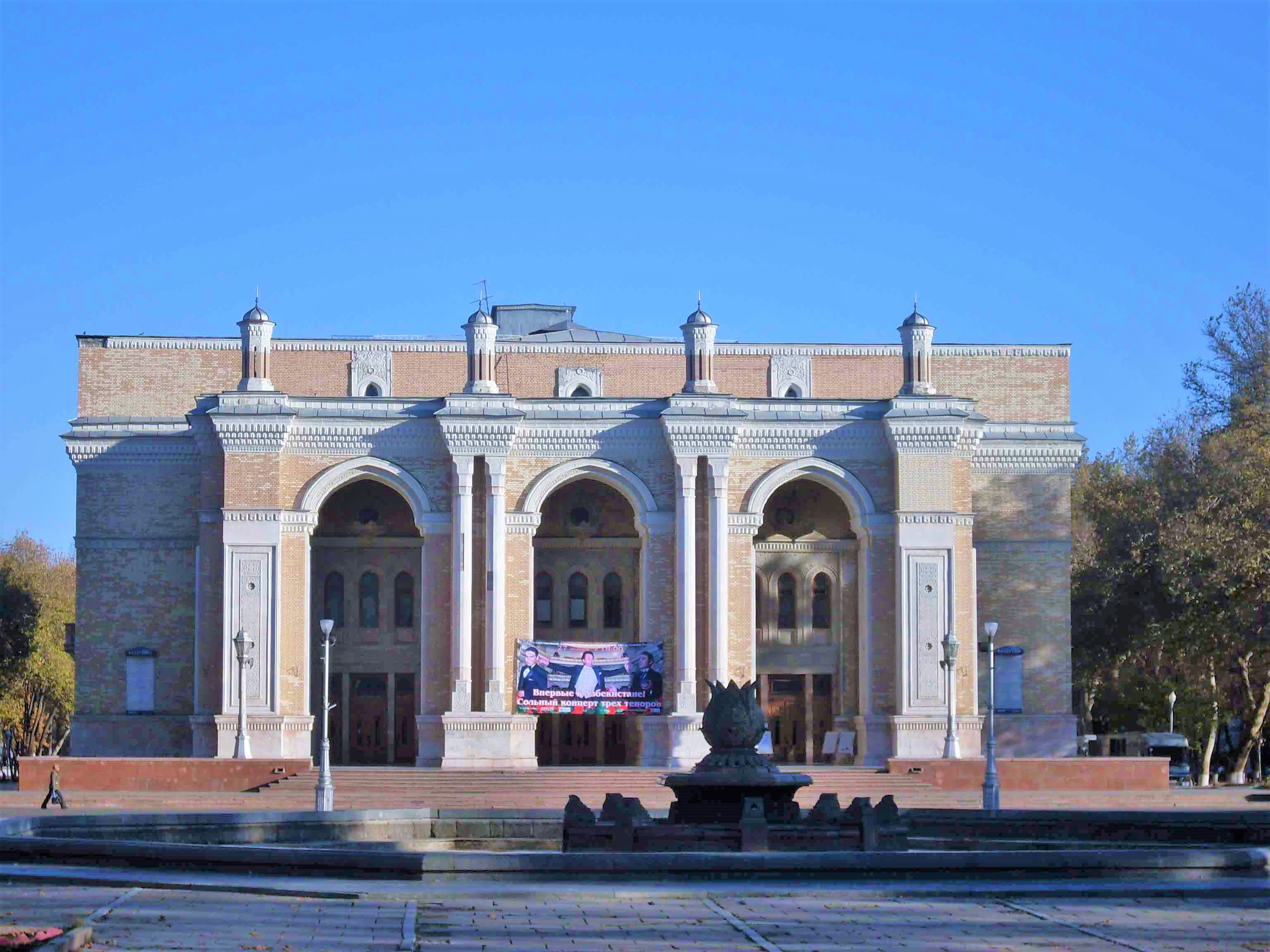
塔什干的納瓦伊劇院

烏茲別克斯坦擁有廣泛的民族和文化，主體民族為烏孜別克族。1995年，約有71％的烏茲別克斯坦人口是烏孜別克族。主要民族有俄羅斯人（8％），塔吉克人（3-4.7％），哈薩克人（4％），韃靼人（2.5％）和卡拉卡爾帕克人（2％）。非烏孜別克族的人口正在減少，因為烏茲別克人從前蘇聯其他地區返回，俄羅斯人和其他少數民族正在慢慢離開。當烏茲別克斯坦於1991年獨立時，人們擔心伊斯蘭原教旨主義會在整個烏茲別克斯坦蔓延。截至1994年，烏茲別克斯坦人口中有一半以上是穆斯林，在官方調查中，烏茲別克斯坦的穆斯林很少真正了解宗教傳統。但是，伊斯蘭教信徒（穆斯林）在該地區的遵循傳統教義情況正在增加。

### 音樂

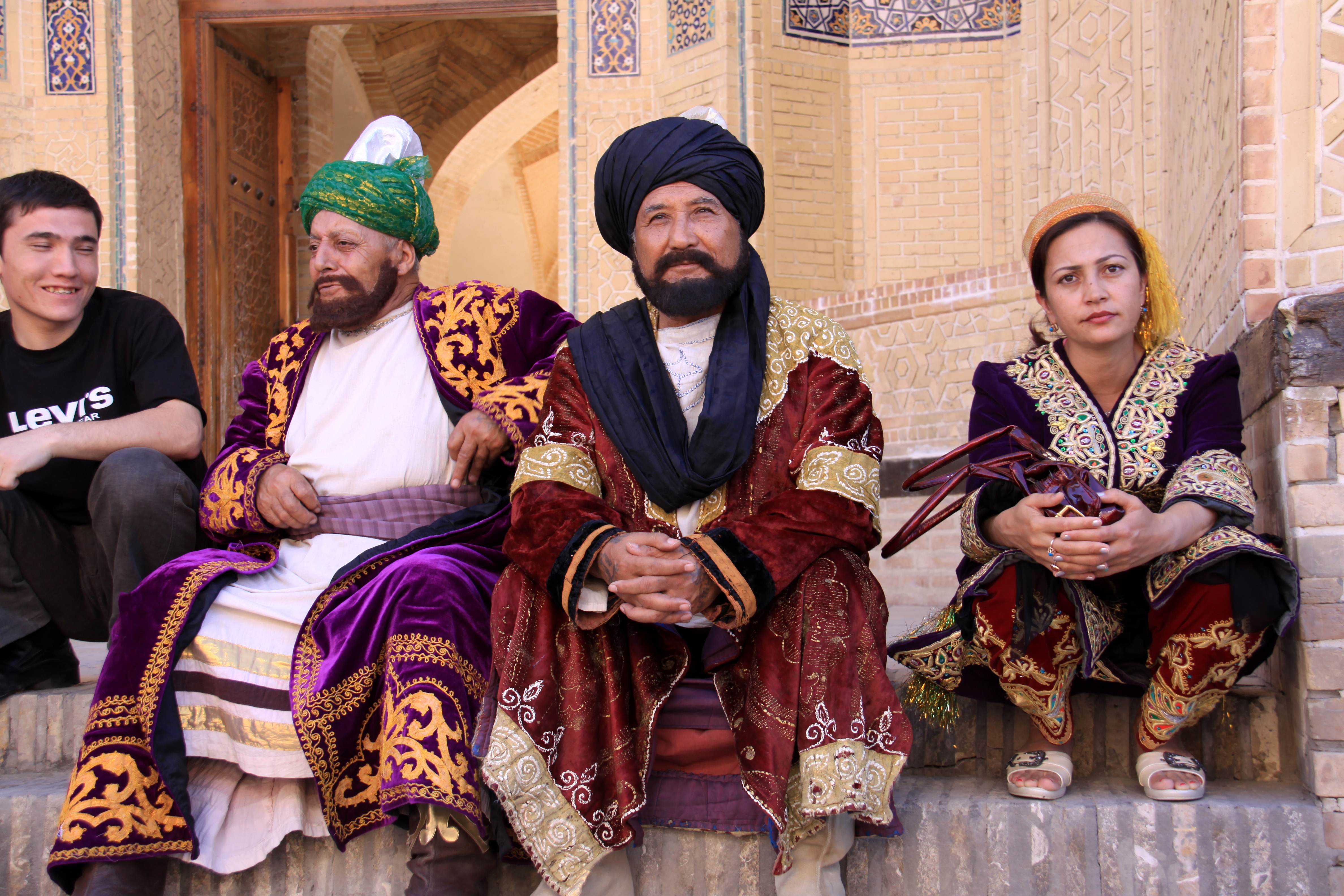
布哈拉的絲綢和香料節

中亞古典音樂被稱為莎什木卡姆，它於16世紀晚期在布哈拉出現，當時該城市是一個地區首府。莎什木卡姆與阿塞拜疆木卡姆和維吾爾木卡姆密切相關。莎什木卡姆包括六個不同的音樂調式，類似於波斯傳統音樂。

### 節假日

#### 公曆
- 1月1日：公曆新年（Yangi Yil Bayrami）
- 1月14日：祖國捍衛者日（Vatan Himoyachilari kuni）
- 3月8日：國際婦女節（Xalqaro Xotin-Qizlar kuni）
- 3月21日：諾魯茲節（Navro'z Bayrami）
- 5月9日：勝利日（Xotira va Qadirlash kuni）
- 9月1日：獨立日（Mustaqillik kuni）
- 10月1日：教師節（O'qituvchi va Murabbiylar）
- 12月8日：憲法日（Konstitutsiya kuni）

#### 伊斯蘭曆
- 閃瓦魯月的第一天（10月1日）：開齋節（Roʻza hayiti）
- 都爾黑哲月的第十天（12月10日）：古爾邦節（Qurbon hayiti）

### 飲食
與大多數國家一樣，烏茲別克斯坦饮食受當地農業的影響。烏茲別克斯坦有大量的農作物種植，有大量麵包和麵條生產，烏茲別克斯坦饮食的特點是“麵條豐富”。此外，羊肉也是烏茲別克斯坦饮食很重要的一部分。烏茲別克斯坦的招牌菜是抓飯，通常由米飯，肉和磨碎的胡蘿蔔和洋蔥製成，通常在大型宴會出現。另外一道有代表性的烏茲別克斯坦饮食為shurpa（羊湯），由羊肉和蔬菜製做而成。拉條子為一道麵食饮食，可以作為主菜；烤串也常常在烏茲別克斯坦饮食出現。
在烏茲別克斯坦，綠茶是很常见的飲品，茶館（chaikhanas）具有文化重要性。塔什干地區的人民除了綠茶外，也喜愛紅茶。茶飲為烏茲別克斯坦人經常招待客人的飲品。杜格酸奶為夏季一種消暑飲品，但其地位無法取代茶。烏茲別克斯坦人對酒的飲用並不像西方國家那麼普遍，但葡萄酒在烏茲別克斯坦比在其他穆斯林國家更受歡迎，因為烏茲別克斯坦基本上是世俗國家。

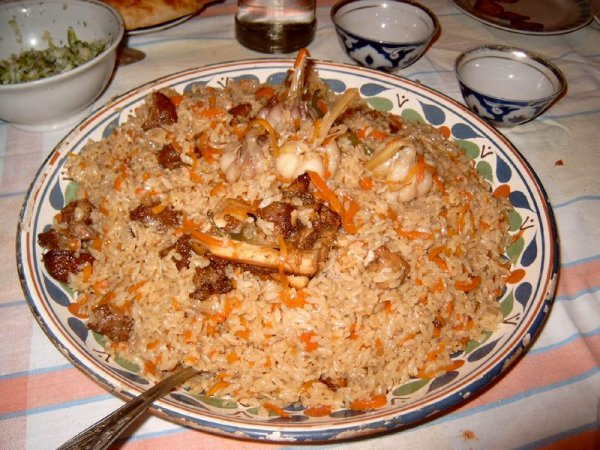
抓飯
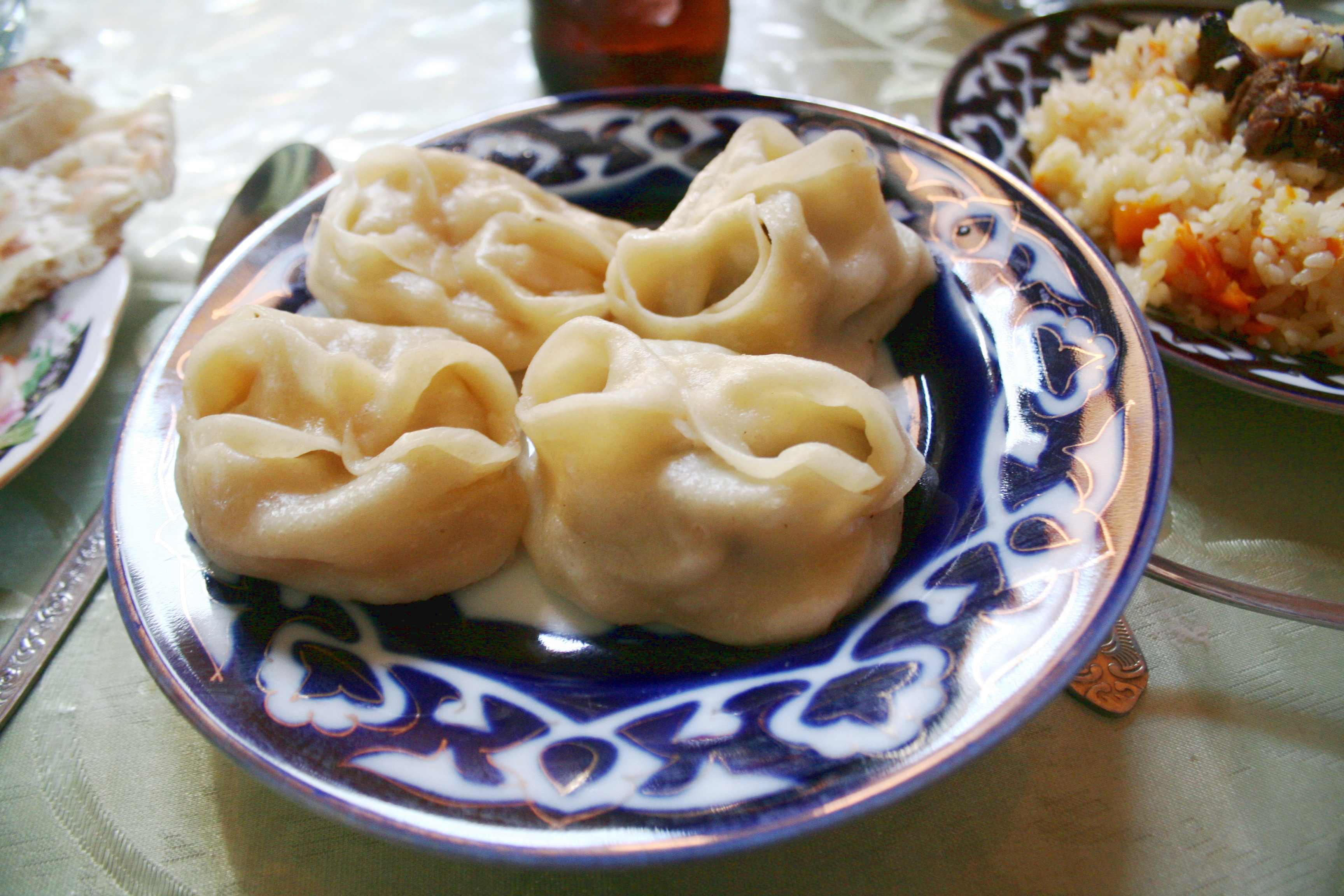
烏茲別克斯坦餃子
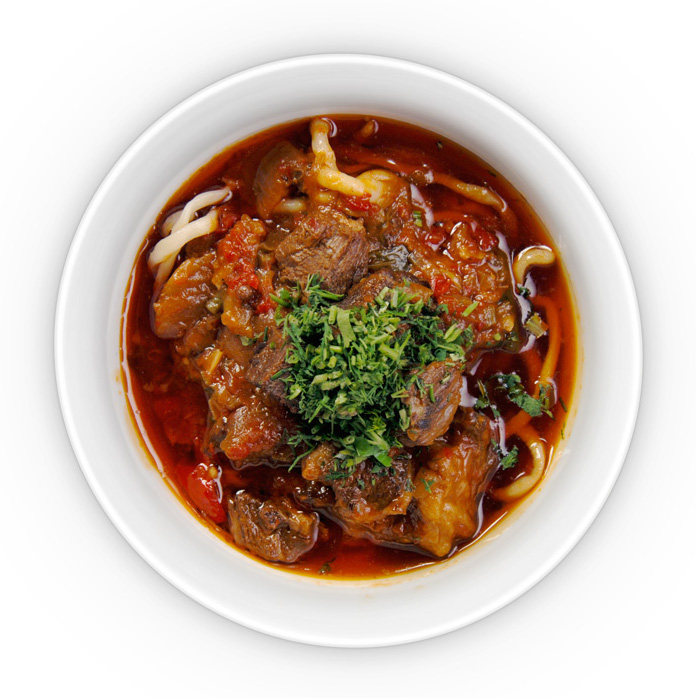
拉條子

## 体育成绩
夏季奥运会：9金7银17铜26枚（亚洲第10，世界第20以后）
冬奥：1金 （亚洲第5，世界前25）
亚运会：53金81银78铜212枚（第12）
夏季大运会：4金4银4铜12枚（亚洲第10，世界第50多）
亚洲室内运动会：13金18银21铜52枚（第10）
亚冬会：1金2银4铜 （第6）
夏季青奥会：2银5铜 （亚洲第13，世界第61）
世界运动会：1金1银1铜（亚洲第11，世界前60）
亚青会：3铜 （第20）
亚洲武艺运动会：4金5银12铜21枚（第8）

## 外部連結
- （英文）乌兹别克斯坦政府